# Бальзами
Бальза́ми — густі ароматичні рідини, що утворюються в деяких (переважно тропічних) рослинах, так званих бальзамних деревах, і являють собою складні суміші органічних речовин, здебільшого смол і ефірних олій. Бальзами виділяються або природно поверхнею рослини, або після її поранення. Найвідоміші бальзами: канадський, копайський, мексиканський, перуанський, стиракс, толуанський, терпентин. З кедрової європейської сосни (Pinus cembra), що росте в Українських Карпатах, одержують бальзам карпатський. Бальзами застосовуються в медицині (як антимікробні, протигнійні і відхаркувальні речовини, а також як місцеві подразники), в техніці та парфумерії. Деякі бальзами (наприклад, бальзам Шостаковського) одержані синтетично.
У медицині і парфумерії бальзамами називають різні маслянисті або клейкі ароматичні рослинні смоли, такі, наприклад, як перуанський бальзам, що добувається з дерева Myroxylon balsamum, яке росте в Центральній Америці.
| Бальзами — рідка лікарська форма, яка являє собою розчини ефірних олій (як правило, продуктів рослинного походження) у спирті або оліях. МОЗ України Наказ «про затвердження Класифікатора лікарських форм (Класифікатор лікарських форм)» N 235 від 26.06.2002 |